# Psychotria appuniana
Psychotria appuniana är en måreväxtart som beskrevs av Julian Alfred Steyermark. Psychotria appuniana ingår i släktet Psychotria och familjen måreväxter. Inga underarter finns listade i Catalogue of Life.